# Meantime
Meantime ist das zweite Studioalbum der amerikanischen Rockband Helmet und deren Major-Label-Debüt. Es erschien im Juni 1992 bei Interscope Records.

## Musikstil
Meantime verband Elemente des zeitgenössischen Metals mit solchen aus dem Noise-Rock und Post-Hardcore zu einer eigenständigen, zum Teil maschinell gleichförmig klingenden Mixtur, die von manchen Musikjournalisten und Plattenfirmen als „das nächste große Ding“ angesehen wurde. Allerdings fehlte den meisten Stücken, die mit Staccato-Riffing von Page Hamilton ausgestattet waren, die Zugänglichkeit, so dass es die Videos zu Unsung und In the Meantime zumeist nur ins rockfreundliche Musikfernsehen schafften. Dennoch gilt das Album als einflussreich, etwa für den Post-Metal.

## Entstehung
Nachdem sich eine Art Bieterwettbewerb unter den Majorlabels entwickelt hatte und der Zuschlag an Interscope gegangen war, wurde Meantime von Dezember 1991 bis Februar 1992 in New York City aufgenommen, wobei die Band laut Booklet selbst produzierte. Nur das Stück In the Meantime wurde mit Steve Albini in Chicago aufgenommen, wohingegen die übrigen Stücke mit Wharton Tiers aufgezeichnet wurden. Abgemischt wurde das Album von Andy Wallace. 2012 führte die Band das Album zum 20-jährigen Jubiläum in voller Länge auf.

## Rezeption
Das Album erreichte Platz 68 der Billboard 200. Michael Rensen schrieb im Magazin Rock Hard, mit dem Album seien Helmet da, „wo sie hingehören: ganz weit oben. Ihre kurzen, prägnanten, größtenteils recht minimalistischen Songs haben eine enorme atmosphärische Dichte erreicht, klingen einzig und allein nach Helmet und besitzen darüber hinaus noch mächtige Hitqualitäten.“ Er vergab acht von zehn Punkten. Die Leser des Magazins Visions wählten das Album 2005 auf Platz 117 ihrer Bestenliste.

## Titelliste
Alle Stücke geschrieben von Page Hamilton.
1. In the Meantime – 3:08
2. Ironhead – 3:22
3. Give It – 4:17
4. Unsung – 3:57
5. Turned Out – 4:14
6. He Feels Bad – 4:03
7. Better – 3:10
8. You Borrowed – 3:45
9. FBLA II – 3:22
10. Role Model – 3:35